# Louise Schulze-Brück

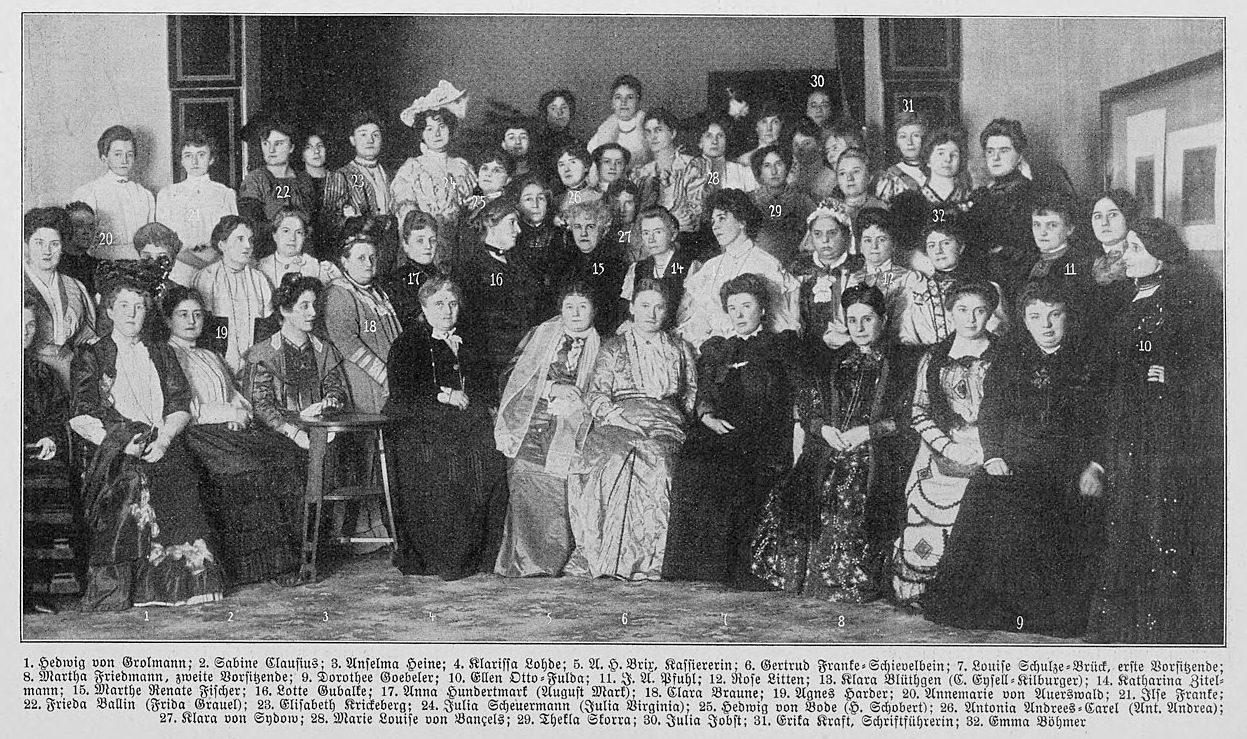
Deutscher Schriftstellerinnenbund, 1906, mit Louise Schulze-Brück als Vorsitzender in der Mitte vorne (mit schwarzem Kleid, 5. von rechts)

Louise Schulze-Brück (* 30. Mai 1859 in Hillesheim in der Eifel; † 12. Oktober 1918 in Lehmen bei Koblenz) war eine deutsche Schriftstellerin.

## Leben und Wirken
Der Vater Franz Bram war Amtsrichter in Hillesheim, die Mutter war Josephine Anna Bram. Nach der Versetzung des Vaters 1861 nach Koblenz lebte Louise wahrscheinlich zeitweise auch bei ihrer Großmutter und ihrer Tante in Hillesheim, wie die Schwester Franziska.
Um 1884 heiratete Louise den Spediteur Reinhard Brück und lebte mit ihm in Bingen am Rhein im ehemaligen Hotel Victoria. In dieser Zeit veröffentlichte sie ihre ersten Erzählungen in Zeitungen und Zeitschriften. Nach dem Tod des Ehemanns 1892 versuchte Louise zunächst vergeblich, die Spedition alleine weiterzuführen. Um 1898/1900 heiratete sie den Schriftsteller Heinrich Schulze und lebte danach mit ihm in Berlin. Dort veröffentlichte sie weiter literarische Texte. Von 1904 bis 1908 war sie Vorsitzende des Deutschen Schriftstellerinnenbundes.
1912 verließ Louise Schulze-Brück Berlin und lebte seitdem gemeinsam mit ihren Schwestern in einfachen Verhältnissen in Lehmen an der Mosel.
Louise Schulze-Brück war zeitlebens mit ihrer jüngeren Schwester Franziska Bram verbunden, die meist in ihrer Nähe wohnte. Diese wurde als Heimatschriftstellerin erfolgreicher als sie.
An ihrem Geburtshaus in Hillesheim ist eine Gedenktafel für beide angebracht.

## Literarisches Werk
Louise Schulze Brück veröffentlichte vor allem Erzählungen und zwei Romane sowie einige Artikel zu gesellschaftlichen Themen.
Bücher
- Steuermann Worringer, Novelle, Goldschmidt, Berlin 1907
- Die Heirat der schönen Melitta, Novelle, Butzon & Bercker, Kevelaer 1909
- Lührssens Erbe und andere Novellen, Reclam, Leipzig [1912 oder 1913]
- Maria Hendrina von Goch, Novelle, 2. Auflage, Goldtschmidt, Berlin 1913
- Die Himmelsschuhe, Novelle, Hesse & Becker, Leipzig 1913
- Die Herrscherin, Roman, Klambt, Neurode, 1913
- Das Moselhaus, Roman, Bachem, Köln 1917
- Rheinische Leut’, Erzählungen, Bachem 1922, (frühe Erzählungen, posthum)